# Saint-Wenceslas
Saint-Wenceslas est une municipalité canadienne du Québec située dans la municipalité régionale de comté de Nicolet-Yamaska et dans la région administrative Centre-du-Québec.

## Toponymie
Elle est nommée en l'honneur de Venceslas Ier de Bohême.

## Histoire
- 1864: La municipalité de Saint-Wenceslas se détache du canton d'Aston.
- 1922: Le village de Saint-Wenceslas se détache de la municipalité.
- 11 octobre 1995: Création de la nouvelle municipalité de Saint-Wenceslas par la fusion de l'ancienne municipalité et du village de Saint-Wenceslas.
- 2005: Fondation du parc industriel[3].

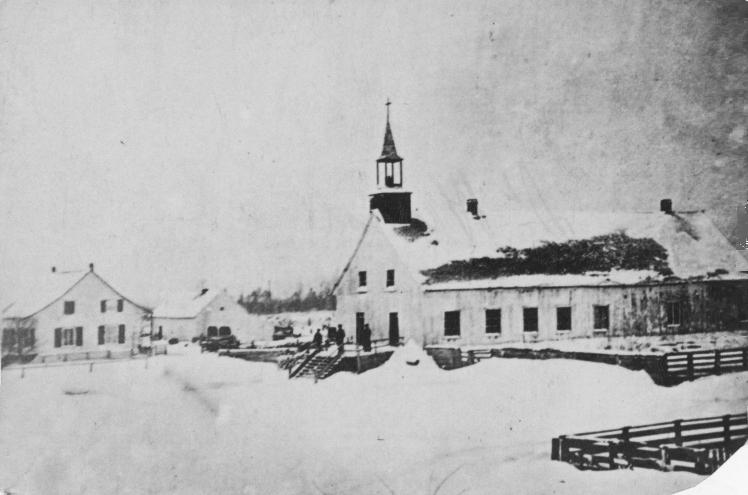
Saint-Wenceslas d'Aston, vers 1890

## Géographie
La rivière Bécancour délimite le nord-est en coulant vers le nord-ouest.
La rivière Blanche traverse la municipalité du sud-est vers le nord-ouest en passant au sud de l'agglomération.

## Démographie
| 1996  | 2001  | 2006  | 2011  | 2016  | 2021  |
| ----- | ----- | ----- | ----- | ----- | ----- |
| 1 170 | 1 132 | 1 101 | 1 064 | 1 157 | 1 167 |

## Administration
Les élections municipales se font en bloc pour le maire et les six conseillers.
| Saint-Wenceslas Maires depuis 2003                                                                                   |                  |                   |          |
| Élection | Maire            | Qualité           | Résultat |
| 2003 | Raymond Bilodeau | Maire depuis 1995 | Voir     |
| 2005 | Raymond Bilodeau | Maire depuis 1995 | Voir     |
| 2009 | Daniel Lamothe   |                   | Voir     |
| 2013 | Réal Deschênes   |                   | Voir     |
| 2017 | Réal Deschênes   | Voir              |          |
| 2021 | Réal Deschênes   | Voir              |          |
| Élection partielle en italique Depuis 2005, les élections sont simultanées dans toutes les municipalités québécoises |                  |                   |          |